# Języki chamickie
Języki chamickie – dawna wspólna nazwa niesemickich języków z rodziny afroazjatyckiej, wraz z semickimi określanych jako języki chamito-semickie. Nazwa ta została zarzucona, kiedy w toku badań nad językami afroazjatyckimi okazało się, że tworzy je sześć równorzędnych rodzin językowych, nie zaś dwie główne, jak sugerowało dawne określenie.